# Église Saint-Étienne de Ballaison
L'église Saint-Étienne de Ballaison est un édifice religieux situé en Haute-Savoie, sur la commune de Ballaison. De style néoclassique sarde, elle est placée sous le patronage de Étienne.

## Historique
Le patronage dédié au martyr Étienne laisse supposer une église primitive relativement ancienne. Le rôle de Ballaison comme centre d'une châtellenie renforce cette hypothèse,.
L'église semble avoir été agrandie en 1764-1765,.

## Description

### Édifice
L'église actuelle, bien que remaniée, a conservé certains éléments de l'église primitive, ce qui lui donne une forme dissymétrique.
Le chœur se caractérise par deux travées marquées par un style de la seconde moitié du XVe siècle,. La clef de voute de la première travée est décorée par le blason de la Savoie (de gueules à la croix d'argent), la seconde est aux armes de la famille de Ballaison (d'hermine à une bande de gueules). La seconde travée, qui est reliée avec la nef, semble avoir été remaniée ou construite en 1764.
L'église est surmontée par un clocher à bulbe terminé par une flèche, dessinée par un italien, Plonito. La flèche a été restaurée en 1958.